# Enrico di Losanna
Enrico di Losanna, chiamato anche Enrico di Cluny o Enrico l'Eresiarca (fl. XII secolo), è stato un monaco cristiano e religioso svizzero del XII secolo.

## Biografia
Diacono dell'ordine di Cluny, nel 1116 lasciò il proprio monastero e iniziò a predicare contro la corruzione del clero nella città di Le Mans. Fra le sue critiche alla dottrina anche quella verso il battesimo e altri sacramenti, verso le modalità dei riti e le ricchezze dei vescovi e del clero.
Dopo che le teorie enriciane iniziarono a diffondersi nella cittadinanza, il vescovo di Le Mans Ildeberto di Lavardin lo cacciò.
Proseguì le predicazioni a Poitiers e Bordeaux e durante queste peregrinazioni incontrò probabilmente Pierre de Bruys che gli funse da modello nell'ideologia critica e riformatrice. Nel 1134, per ordine dell'arcivescovo di Arles Bernard Garin, fu arrestato e portato al concilio di Pisa ove fu costretto a rinnegare le proprie teorie accettando di far ritorno al monastero di Citeaux. Tornato in Francia ricominciò però con le proprie predicazioni nell'area di Tolosa, in questo caso appoggiato da Ildefonso, conte di Saint-Gilles.
Nel 1145, Le autorità religiose locali preoccupate dal diffondersi delle teorie di Enrico, intercedettero per far intervenire Bernardo di Chiaravalle. Il conte di Sant-Gilles fu persuaso da Bernardo a togliere il proprio appoggio ad Enrico, che fu quindi catturato e imprigionato fino alla morte.
I suoi seguaci, gli enriciani, sopravvissero fino circa al 1152.